# Gustavo Moncayo
Gustavo Moncayo (Santiago, 29 novembre 1952 – Pasto, 15 novembre 2022) è stato un insegnante colombiano, noto come "'El caminante por la paz" (in Italiano "il camminatore per la pace").
Nel 2007 percorse 1186 km dalla sua città natale Sandoná, nel dipartimento di Nariño nel sud della Colombia, alla capitale Bogotá, per promuovere un accordo per il rilascio di suo figlio Pablo Emilio, prigioniero del gruppo di guerriglieri FARC dal 1997.

## Biografia

### La camminata da Sandoná a Bogotá
Il 17 giugno 2007, Festa del Papà in Colombia, Moncayo, assieme alla figlia, iniziò la camminata da Sandoná lungo la Panamericana, fermandosi ad ogni città lungo il percorso, per riposarsi e raccogliere firme per la petizione indirizzata al presidente Álvaro Uribe per chiedere la liberazione del figlio e di altri ostaggi trattenuti dal FARC, attraverso uno scambio di prigionieri.
Dopo pochi giorni, il suo corpo iniziò a mostrare segni di affaticamento: i suoi piedi e quelli della figlia dovettero essere curati per le vesciche, risultato dell'enorme sforzo.
Mentre Moncayo si avvicinava alla città di Popayán, la sua camminata ricevette l'attenzione dei media, e la sua fama tra il pubblico colombiano iniziò a crescere.
Arrivato a Cali, Moncayo fu ricevuto dal governatore Angelino Garzón che gli offrì alloggio. Giorni dopo, arrivato a Pereira, fu ricevuto dal sindaco, che lo insignì del titolo di "cittadino d'onore". Attraversò il passo più alto delle  Andes prima di giungere alla città di Ibagué.
Mercoledì 1 agosto 2007, Moncayo percorse gli ultimi metri del suo viaggio, giungendo nella capitale, in piazza Bolivar, accolto da migliaia di persone.

### L'incontro con Uribe
L'arrivo di Gustavo Moncayo in piazza Bolivar portò ad uno scambio di opinioni tra lui e il presidente Uribe, che si offrì di dichiarare una meeting zone per 90 giorni, in cui i suoi rappresentanti ed i rappresentanti del FARC potevano negoziare un accordo di pace, ma questo passo poteva realizzarsi solo dopo la liberazione degli ostaggi da parte del FARC.
Moncayo commentò: " Purtroppo, i nostri figli, i nostri cari, rimangono lì nella giungla... e noi siamo nel mezzo di questo gioco politico tra lo Stato e il FARC ".
Espresse anche l'opinione che l'offerta di Uribe al FARC non fosse seria.

### Critica
Fernando Londoño, ministro dell'Interno del Partito Conservatore Colombiano, criticò Moncayo sul quotidiano regionale colombiano El País, accusando Pablo Emilio, figlio di Moncayo, e gli altri soldati in difesa di Patascoy di essere stati incompetenti durante l'attacco, e scrisse che il padre stava diffondendo "veleno marxista nelle vene colombiane".

### La liberazione di Pablo Moncayo
Il 16 aprile 2009, il FARC annunciò l'intenzione di consegnare Pablo al padre e al senatore Partito Liberale Colombiano Piedad Córdoba, come atto umanitario. Venne rilasciato il 30 marzo 2010.

### Decesso
Moncayo è morto nel 2022, per un tumore al fegato.